# Clusia tenuifolia
Clusia tenuifolia är en tvåhjärtbladig växtart som beskrevs av José Cuatrecasas. Clusia tenuifolia ingår i släktet Clusia och familjen Clusiaceae. Inga underarter finns listade i Catalogue of Life.